# Frederic d'Arràs
Frederic d'Arràs (Verdun, Mosa, Lorena, llavors Sacre Imperi Romanogermànic, mitjan s. X - Arràs, Pas-de-Calais, 6 de gener de 1020) fou un comte de Verdun, després monjo. És venerat com a beat per diferents confessions cristianes.

## Biografia
Frederic era fill de Godofred, comte de Verdun, i de la duquessa de Saxònia, i germà d'Adalbert, que fou bisbe de Verdun. Va succeir el seu pare, però en 997 va fer donació del comtat i dels seus béns als bisbes de Verdun i marxà en pelegrinatge a Jerusalem. En tornar, passà per Reims, passà la nit a casa de l'abat Ricard, degà de la catedral, i tots dos marxaren a prendre l'hàbit monàstic a l'abadia benedictina de Saint-Vanne de Verdun, on era abat Fingè.
Un dia, el seu germà Godofred anà a visitar-lo i el trobà ocupat rentant la vaixella a la cuina; li reprengué dient-li que aquella no era tasca per a un comte, i Frederic li contestà: "Tens raó, germà; està molt per sobre meu; ¿qui sóc jo per retre el menor servei a Sant Pere i a Sant Vitó, patrons d'aquesta casa?". Destacà sempre per la seva extremada humilitat i actitud de servei envers tothom. Quan Ricard fou elegit abat, a la mort de Fingè, i havent estat nomenat abat de Saint-Vaast d'Arràs, s'emportà amb ell Frederic, que fou el prior d'Arras fins que morí, el 6 de gener de 1020.